# 希乌马岛

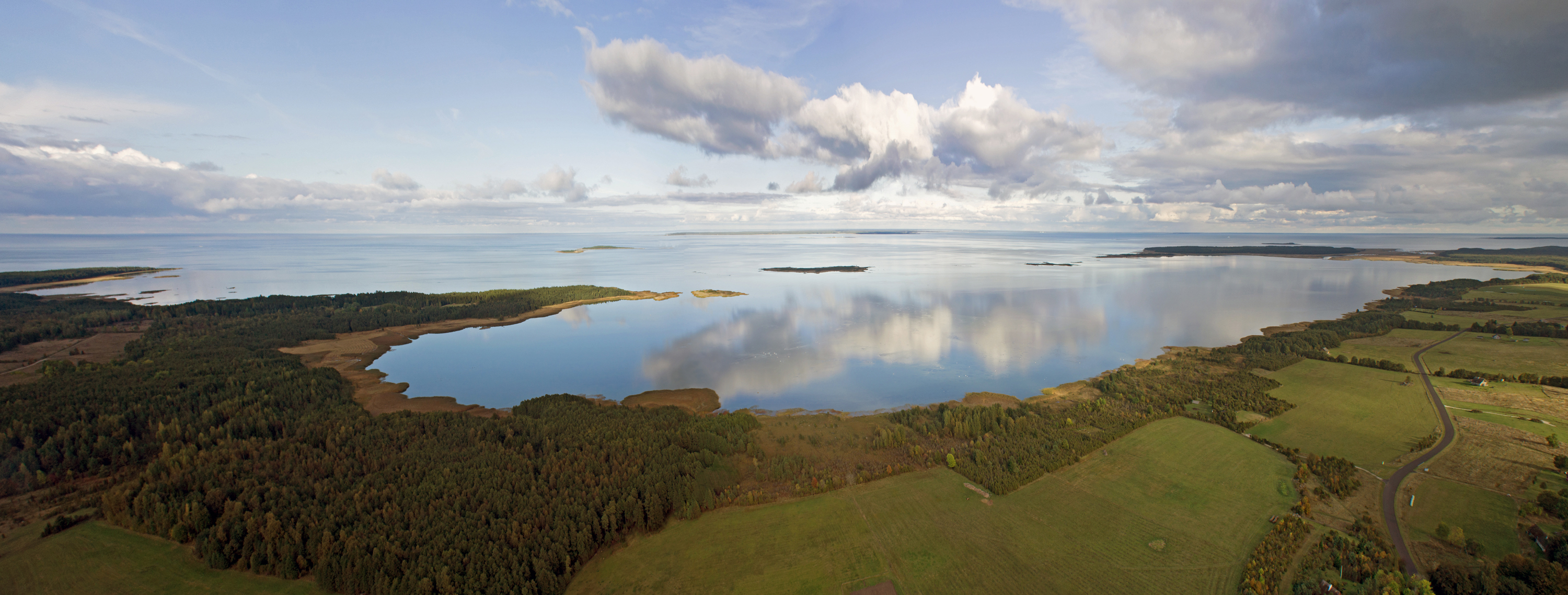

希乌马岛是爱沙尼亚第二大岛，位于萨雷马岛以北，面积989平方公里，属希烏縣管辖，岛上最大的城镇为凯尔德拉。

## 交通
希乌马岛的交通主要通过90分钟的渡轮与爱沙尼亚大陆相连，也有航班从凯尔德拉机场飞往首都塔林。